# Лиманка (Джанкойский район)
Лима́нка (до 1948 года Кирк, Кырк; укр. Лиманка, крымскотат. Qırq, Къыркъ) — исчезнувшее село в Джанкойском районе Республики Крым, располагавшееся на северо-западе района, на берегу Айгульского озера, примерно в 1,5 км к югу от современного села Томашевка.

## История
Первое документальное упоминание села встречается в Камеральном Описании Крыма… 1784 года, судя по которому, в последний период Крымского ханства Кырк Хаджи входил в Сакал кадылык Перекопского каймаканства. После присоединения Крыма к России (8) 19 апреля 1783 года, (8) 19 февраля 1784 года, именным указом Екатерины II сенату, на территории бывшего Крымского Ханства была образована Таврическая область и деревня была приписана к Перекопскому уезду. После Павловских реформ, с 1796 по 1802 год, входила в Перекопский уезд Новороссийской губернии. По новому административному делению, после создания 8 (20) октября 1802 года Таврической губернии, Кирк был включён в состав Биюк-Тузакчинской волости Перекопского уезда.
По Ведомости о всех селениях в Перекопском уезде состоящих с показанием в которой волости сколько числом дворов и душ… от 21 октября 1805 года, в деревне Кирк числилось 29 дворов, 182 крымских татар и 1 ясыр. На военно-топографической карте генерал-майора Мухина 1817 года деревня Кирк обозначена с 25 дворами. После реформы волостного деления 1829 года Кырк, согласно «Ведомости о казённых волостях Таврической губернии 1829 года», остался в составе Джанайской волости. На карте 1836 года в деревне 19 дворов. Затем, видимо, вследствие эмиграции крымских татар в Турцию, деревня заметно опустела, и на карте 1842 года Кырк обозначен условным знаком «малая деревня» (это означает, что в нём насчитывалось менее 5 дворов).
В 1860-х годах, после земской реформы Александра II, деревню включили в состав Бурлак-Таминской волости, но встречается Кырк только в труде профессора А. Н. Козловского, по обследованиям которого начала 1860-х годов, в селении «… нет ни колодцев, ни запруд, ни проточных вод», имелись только копани (выкопанная на месте с близким залеганием грунтовых вод яма) глубиной от 3 до 5 саженей (от 6 до 10 м) с солоноватой водой, которая «высыхает совершенно в сухое время». Если на карте Шуберта 1865 года Кырк ещё обозначен, то на карте с корректурой 1876 года его уже нет и в «Списке населённых мест Таврической губернии по сведениям 1864 года» Кырк не значится и впоследствии до 1915 года' в доступных источниках не упоминается.
Вновь поселение упоминается в Статистическом справочнике Таврической губернии 1915 года, согласно которому на хуторе Кырк (товарищества Руфа Майера и других) Богемской волости Перекопского уезда числилось 2 двора, 6 приписных жителей и 3 — «посторонних», без указания национальностей.
После установления в Крыму Советской власти, по постановлению Крымревкома от 8 января 1921 года № 206 «Об изменении административных границ» была упразднена волостная система и в составе Джанкойского уезда был создан Джанкойский район. В 1922 году уезды преобразовали в округа. 11 октября 1923 года, согласно постановлению ВЦИК, в административное деление Крымской АССР были внесены изменения, в результате которых округа были ликвидированы, основной административной единицей стал Джанкойский район и село включили в его состав. Согласно Списку населённых пунктов Крымской АССР по Всесоюзной переписи 17 декабря 1926 года, в селе Кырк, Ново-Александровского сельсовета Джанкойского района, числилось 14 дворов, все крестьянские, население составляло 65 человек, из них по 29 русских и украинцев и 7 немцев. После образования 15 сентября 1931 года Ишуньского района село было включено в состав этого нового района. На подробной карте РККА северного Крыма 1941 года в Кирке отмечено 3 двора.
С 25 июня 1946 года селение в составе Крымской области РСФСР. Указом Президиума Верховного Совета РСФСР от 18 мая 1948 года Кырк переименовали в Лиманку. 26 апреля 1954 года Крымская область была передана из состава РСФСР в состав УССР. Время переподчинения Джанкойскому району и включения в Целинный сельсовет пока не установлено: на 15 июня 1960 года посёлок Лиманка уже числился в его составе. Ликвидирована Лиманка к 1968 году (согласно справочнику «Крымская область. Административно-территориальное деление на 1 января 1968 года» — в период с 1954 по 1968 год, как посёлок Целинного сельсовета.